# Quatre-quarts
Pour les articles homonymes, voir 4/4.
 (novembre 2023).
Le quatre-quarts est un gâteau qui tire son nom du fait que les quatre ingrédients qui le composent (farine, sucre, beurre, œufs) y sont en quantité égale (en masse), et donc représentent chacun un quart.

## Origine
On pense que le quatre-quarts est d'origine nord-européenne et remonte au début des années 1700. Une recette pour le pound cake (gâteau de livre) figure dans le premier livre de cuisine américain, American Cookery, publié en 1796.
Au fil du temps, les ingrédients du gâteau ont changé. Eliza Leslie, qui a écrit l'édition de 1851 de Direction for Cookery, utilise dix œufs, battus aussi légèrement que possible, les mélange à une livre de farine, puis ajoute le jus de deux citrons ou de trois grosses oranges. Cela modifie la saveur et la texture du gâteau. Dans le numéro de 2008 de Saveur, James Villas écrit que la farine à gâteau ne convient pas pour remplacer la farine tout usage car la pâte serait trop lourde.
Dans une autre variante de ce gâteau, on remplace une partie de la farine par de la farine de maïs à base de maïs séché, qui était alors appelé « farine indienne ». Cette recette, dite d'Indian pound cake a été publiée pour la première fois en 1828 par Eliza Leslie et plus tard incluse dans The Indian Meal Book publié à Londres en 1846, lorsque des Irlandais cherchaient des alternatives moins coûteuses aux farines de blé.

## Ingrédients
Il est composé de produits en quantité égale : un quart d'œufs, un quart de farine, un quart de beurre et un quart de sucre.